# Ragnhild Ahlén
Ragnhild Ebba Kristina Ahlén, född 25 juli 1941 i Västra Eneby, död 2 november 2013, var en svensk konstnär. Hon var dotter till Oscar Ahlén och Ebba Marklund.

## Biografi
Ragnhild Ahlén studerade 1960–64 vid Konstfack i Stockholm samt 1964–1965 och 1968–1973 vid Kungliga Konsthögskolan i Stockholm. Hennes verk har visats vid separatutställningar i Stockholm, på Norrköpings konstmuseum, Sandvikens konsthall, Skövde konsthall och Borås konstmuseum. Hon är representerad på bland annat Nationalmuseum, Malmö konstmuseum, Borås konstmuseum, Norrköpings konstmuseum och Göteborgs konstmuseum.